# 国会放送
国会放送（こっかいほうそう、國會放送、National Assembly Television）は、大韓民国国会議員の立法活動をテレビを通じて放送するために開設された大韓民国のケーブルテレビ放送である。
かつては毎日午前6時から翌日の午前2時まで20時間放送したが、2010年11月から24時間放送をしている。

## 沿革
- 1988年6月:国会の議事中継放送のために国会法に根拠を作る。
- 1991年12月:国会での中継放送などに関する規則を制定。
- 1992年10月:国会運営委員会放送審議小委員会構成。
- 1993年3月:国会の議事中継放送に関する基本計画樹立。
- 1994年9月:国会の議事中継放送による公聴会開催。
- 1995年5月:国会放送施設の竣工式挙行、国会構内試験放送。
- 1998年10月:第198回国会予算決算特別委員会で国民向けの生中継実施。
- 2002年11月:国会放送専用チャンネル確保、運用策研究チーム（TFT）運営。
- 2003年9月:国会運営委員会が国会放送専用チャンネル確保の件を承認し、放送チャンネル使用事業者（PP）や公共チャンネル指定を申請。
- 2003年10月:放送委員会PP登録証交付。
- 2003年12月:放送委員会・公共チャンネルを選定。
- 2004年5月:試験放送及び正式開局。
- 2010年11月:24時間放送開始[2]。
- 2013年1月:高精細度テレビジョン放送開始。
- 2021年1月:商業広告放送開始。

### ロゴソング
- 清い放送正しいチャンネルNATV国会放送 2004年 - 2010年
- 一緒に作りましょう幸せな世の中NATV国会放送 2010年 - 2013年
- 国会をお茶の間に国民を国会にNATV国会放送 2013年 - 現在